# William Herschel
Sir Frederick William Herschel (in tedesco: Friedrich Wilhelm; Hannover, 15 novembre 1738 – Slough, 25 agosto 1822) è stato un astronomo, fisico e compositore tedesco naturalizzato britannico.
Fu lo scopritore del pianeta Urano.

## Biografia
Nacque a Hannover nel 1738 da Isaac Herschel e Anna Ilse Moritzen. Il padre, musicista della fanteria hannoveriana, riuscì a trasmettere la passione per la musica a tutti i figli (di cui sei su dieci vissero fino all'età adulta) tranne la primogenita. A quattordici anni, ultimati gli studi presso la scuola della guarnigione, William entrò a far parte della banda del padre e, poco dopo lo scoppio della guerra dei sette anni, lasciò il servizio militare per emigrare con il fratello Jacob in Inghilterra. Qui, in pochi anni, riuscì a conquistarsi una solida reputazione come solista (oboe e violino) e insegnante di musica. Da autodidatta, iniziò lo studio dell'astronomia e, nel 1776, cominciò a costruire i primi telescopi, dapprima di tipo gregoriano e poi di tipo newtoniano.

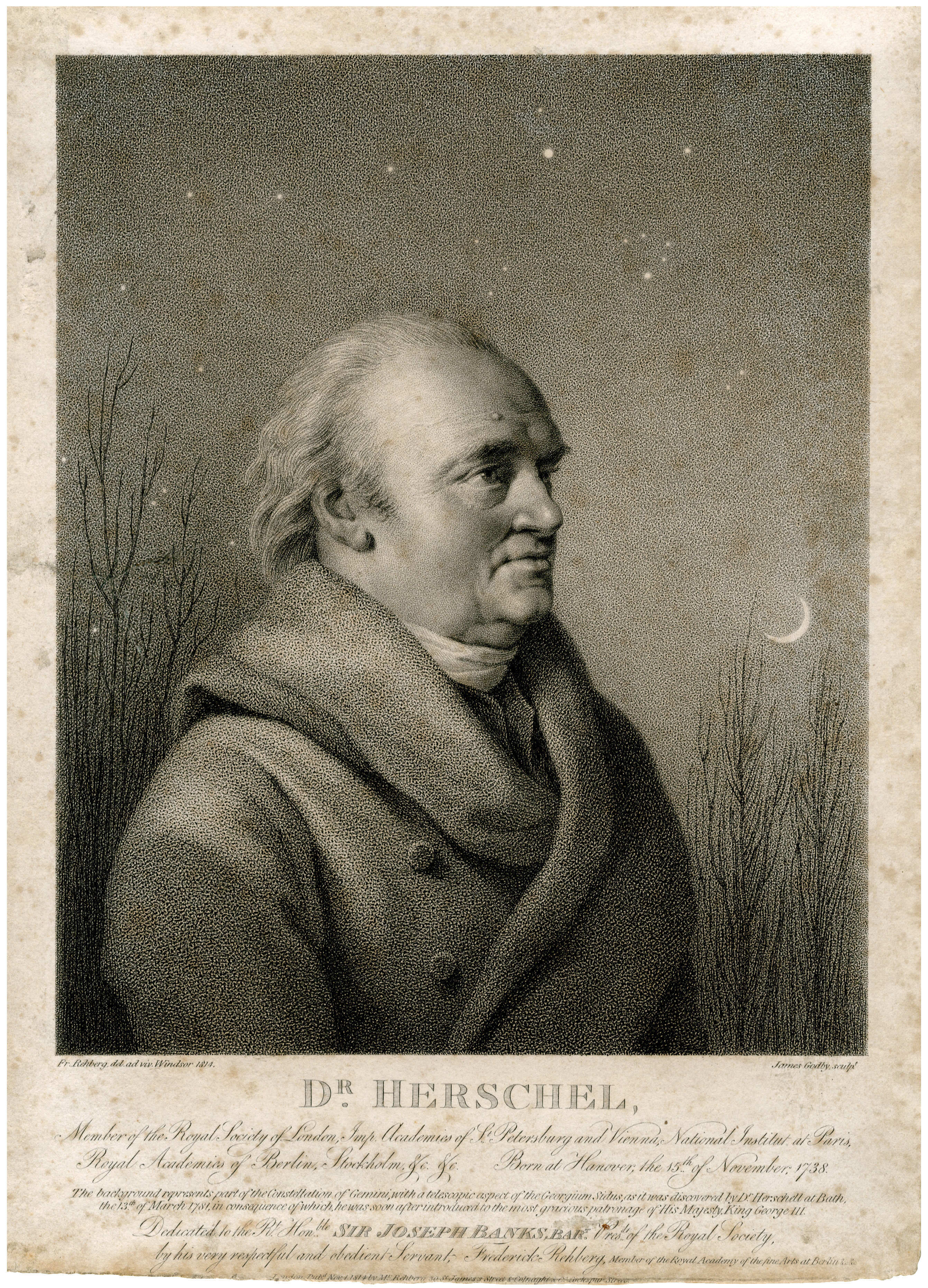
Incisione raffigurante l'astronomo William Herschel con, sullo sfondo celeste, la costellazione dei Gemelli, dove scoprì il pianeta Urano nel 1781

Il 13 marzo del 1781, durante una rassegna dei cieli finalizzata alla scoperta di stelle doppie da usare per la misura delle parallassi stellari, scoprì per caso quello che si sarebbe rivelato essere il pianeta Urano. Convinto di avere scoperto una semplice cometa, Herschel comunicò la notizia alla Bath Philosophical Society e alla Royal Society inglese in un breve saggio dal titolo Account of a Comet. Nel 1782 venne nominato Astronomo del Re (una carica ideata apposta per lui, diversa da quella di Astronomo Reale, all'epoca attribuita a Nevil Maskelyne) e si trasferì da Bath a Windsor, alloggiando prima a Datchet e poi a Slough.
Re Giorgio III, oltre a un vitalizio di 200 sterline l'anno, gli elargì una somma di 2 000 sterline per costruire un grande telescopio riflettore, con uno specchio primario del diametro di oltre un metro e una lunghezza focale di 12 m (40 piedi). Con i telescopi a specchio, che egli stesso realizzò e che risultarono essere tra i più potenti dell'epoca, compì alcune notevoli scoperte:
- nel 1787 Titania e Oberon,[6] satelliti di Urano. Ciò conferma le sue grandi capacità osservative, dato che, per i venticinque anni successivi, nessun altro riuscì a individuarli;
- nel 1789 Mimas ed Encelado, satelliti di Saturno.[7][8]

Fu un pioniere anche nella galattografia. Nel 1784, infatti, decise di contare il numero complessivo delle stelle tramite un computo a campione. Conoscendo il numero preciso, sarebbe stato possibile comprendere la forma della galassia. Divise il cielo in 683 zone a campione e calcolò il numero di stelle in ognuna di esse. Scoprì che il numero di stelle era massimo sul piano della Via Lattea e minimo perpendicolarmente a esso. Le stelle erano pari a trecento milioni e la galassia aveva la forma di una macina, lunga 7 000 anni luce e larga 1 300, con il Sole in una posizione non troppo privilegiata. Per quanto i suoi dati siano ben inferiori al reale, è innegabile lo spirito pionieristico dello studio e la difficoltà di operare senza poter effettuare fotografie. Dovette passare un secolo prima che altri cercassero di ottenere misure migliori.
In On the Construction of the Heavens (1785) riuscì a descrivere la struttura tridimensionale della Via Lattea. Frutto delle sue osservazioni della sfera celeste questi tre cataloghi contenevano la descrizione di circa 2 500 nebulose, che vennero presentate come i luoghi di nascita delle galassie. A Herschel spetta infine la scoperta dei raggi infrarossi, compiuta con un ingegnoso esperimento eseguito nel 1800. Pose un termometro al mercurio nello spettro prodotto da un prisma di vetro, per misurare il calore delle differenti bande di luce colorate. Scoprì che il termometro continuava a salire anche dopo essersi mosso oltre il bordo rosso dello spettro, dove non c'era più luce visibile. Fu il primo esperimento che mostrò come il calore poteva trasmettersi grazie a una forma invisibile di energia.
Teorizzò la sussistenza di forme di vita sul Sole.
Morì nel 1822 e oggi la sua tomba si trova presso il cimitero accanto alla Chiesa di San Lorenzo a Upton, sobborgo di Slough, nel Berkshire.

## Onori e riconoscimenti

Stemma di William Herschel, raffigurante il simbolo astronomico di Urano e il telescopio da lui costruito

Nel 1781 gli fu assegnata la medaglia Copley. Nel 1816 fu insignito del titolo nobiliare di baronetto per i notevoli risultati conseguiti nelle scienze. Gli sono stati intitolati il William Herschel Telescope (WHT), un telescopio inglese situato nelle Isole Canarie e il telescopio spaziale dell'Agenzia Spaziale Europea, l'Herschel Space Observatory (HSO) lanciato il 14 maggio 2009 e un riconoscimento della Royal Astronomical Society. Sono stati chiamati col suo nome l'asteroide 2000 Herschel e tre crateri: uno sulla Luna, uno su Marte, di quasi 300 km di diametro, e uno su Mimas, il più grande cratere di quel satellite di Saturno. In un videogioco, Mass Effect, c'è un sistema solare che prende proprio il nome di Herschel. Infine è importante ricordare che il simbolo astrologico e astronomico del pianeta Urano () si compone di un cerchio sormontato da una H in onore del grande astronomo britannico, il quale ne comunicò la scoperta il 13 marzo 1781.